# War of Attrition
War of Attrition ist das sechste Album der Technical- und Brutal-Death-Metal-Band Dying Fetus, das im März 2007 bei Relapse Records erschien.

## Entstehung
Das Album wurde vom September bis Oktober 2006 in den Hit and Run Studios aufgenommen. Geschrieben wurden alle Lieder von Mike Kimball. Auf dem Tonträger war erstmals Duane Timeline als neuer Schlagzeuger zu hören. Sänger Vince Matthews, der auf dem Vorgänger Stop at Nothing noch zu hören war, hatte inzwischen die Band verlassen.

## Titelliste
1. Homicidal Retribution – 5:30
2. Fate of the Condemned – 4:42
3. Raping the System – 3:41
4. Insidious Repression – 4:48
5. Unadulterated Hatred – 6:12
6. The Ancient Rivalry – 3:33
7. Parasites Of Catastrophe – 4:12
8. Obsolete Deterrence – 4:14

### Bonuslieder
Auf der japanischen Edition des Albums war mit Twisted Truth als Bonus ein weiteres, neuntes Lied enthalten:

## Musikstil und Texte
Laut Michael Edele von Laut.de biete War of Attrition wie auch die Vorgänger technisch anspruchsvollen Death Metal mit dem tiefen, gutturalen Gesang „von Bandhäuptling John Gallagher und die eine Spur fieseren Shouts von Basser Sean Beasley“. Laut Greg Prato seien die Texte auf dem Album aufgrund des tiefen, gutturalen Gesangs komplett unverständlich; es sei jedoch sicher, dass diese „grausig“ sein würden. Thorsten Zahn vom Metal Hammer ordnete das Album dem Brutal Death Metal zu. Auch Zahn bemerkte die technisch anspruchsvollen Riffs und den tiefen, gutturalen Gesang. Zudem seien Blastbeats charakteristisch für das Album. Die Geschwindigkeit der Lieder sei fast immer hoch und werde nur in den groovigen Teilen der Lieder gesenkt.

## Kritiken
Michael Edele von Laut.de fand, da es auf dem Album „naturgemäß keine Hitmelodien oder irgendwelche Ohrwürmer gibt, ist es relativ unsinnig, bestimmte Songs besonders hervorzuheben“. Er hob vor allem das technisch anspruchsvolle Spiel der E-Gitarren hervor, das bei dem Hörer eine „Maulsperre“ verursache, man Arthritis in den Fingern bekommen würde, würde man versuchen, Stücke wie Fate of the Condemned oder „Unadultured Hatred“ nachzuspielen. Das Album verfüge endlich über einen Sound, der für die komplexen Riffs angemessen sei, wohingegen das Schlagzeug zu klinisch klinge. Edele vergab drei von fünf Punkten. Greg Prato von Allmusic zeigte sich ebenfalls durch die Spielpräzision an den Instrumenten beeindruckt, sodass die Musiker schon fast wie Maschinen wirken würden. Er vergab 4,5 von 5 möglichen Punkten. Thorsten Zahn vom Metal Hammer zeigte sich ebenfalls durch das technisch anspruchsvolle Spiel der Instrumente, sowie deren hohe Spielgeschwindigkeit beeindruckt. Er vergab fünf von sieben Punkten.